# تبعيد (طب)

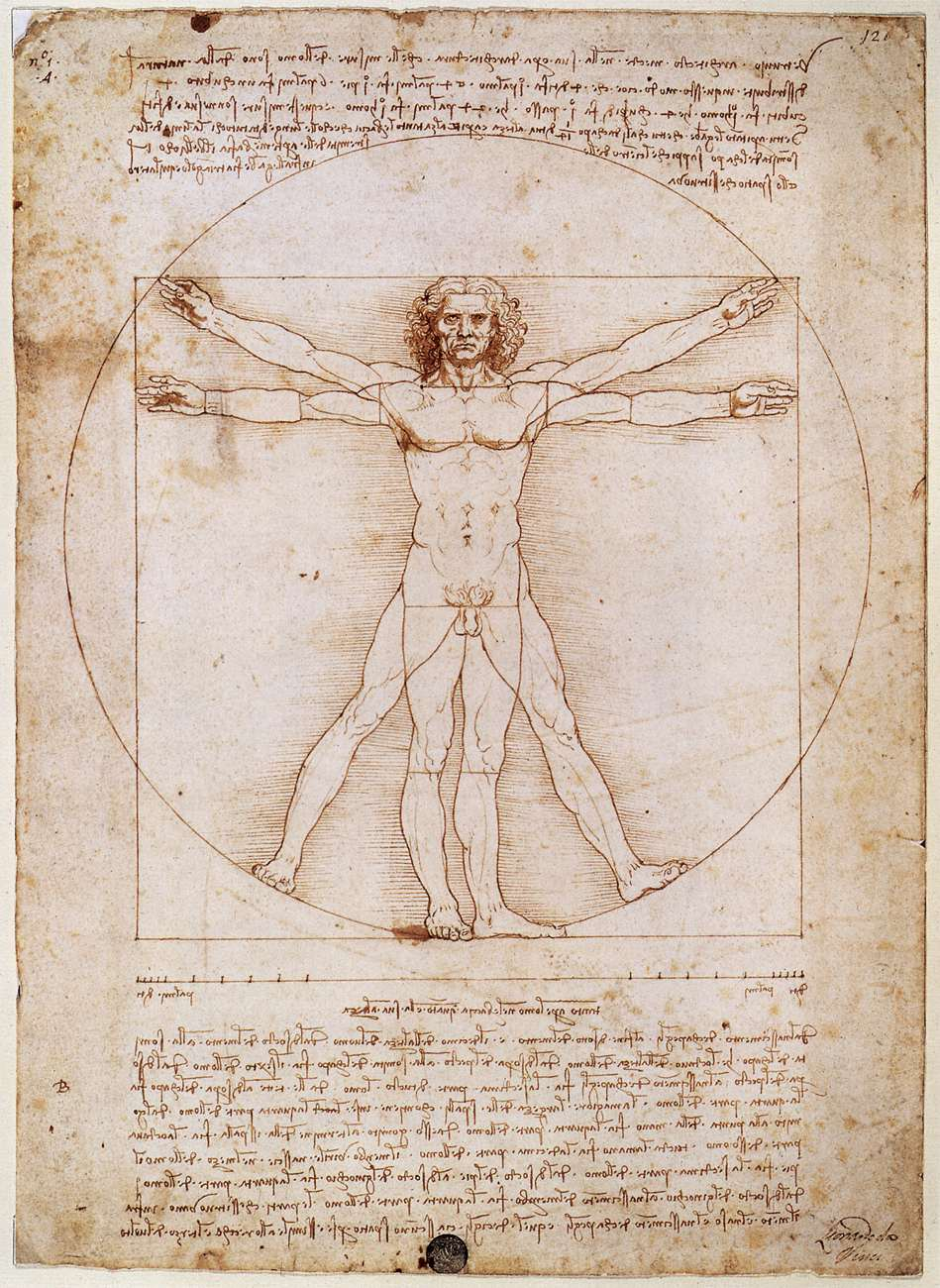

تبعيد أو تجنيح هو حركة تبعد الأطراف عن محور الجسم, الإبعاد حركة مهمّة تدخل في أنشطة أساسية كثيرة (مثلا للكتف: الأكل وتمشيط الرّأس والاحتضان.. وللإبهام مسك الإبرة.. وللورك جلسة الحصير ولبس السّروال وركوب الدّرّاجة وقفز الموانع..).
أقلّ مدى الإبعاد نجده في العرقوب فرباطاته لا تسمح بتجاوز 5° - 10°، ممّا يبيح للقدم التّلاؤم مع اعوجاجات الأرض وبالتّالي ثباتها عليها. هناك مفصلان لا يتجنّحان أبدا، تنحصر حركتهما في المستوى الجبهي (انثناء أو انبساط)، إنّهما الرّكبتان والمرفقان، بل إنّ تجنّحهما يعدّ ضرراً وعلامة على إصابة رباطاتهما, خصوصًا الرّكبة، لكن تجنّح المرفق البسيط الذي لايتعدّى 5° لدى الطّفل والمرأة يعدّ طبيعي ومقبول.